# The Weinstein Company
A The Weinstein Company (általában TWC) egy amerikai független filmstúdió volt, amelyet Bob és Harvey Weinstein alapított 2005-ben New Yorkban. A TWC volt Észak-Amerika egyik legnagyobb kisfilmstúdiója, mielőtt Harvey Weinsteint kirúgták az ellene felhozott szexuális zaklatási és bántalmazási vádakat követően, valamint az ezt követő pénzügyi nehézségeket miatt. A stúdió végül 2018 februárjában csődöt jelentett, a független Lantern Entertainment stúdió pedig megvásárolta filmtárának és eszközeinek nagy részét. Az alapító és vezérigazgató Bob Weinstein korábban kis részesedéssel rendelkezett a cégben. A céget a Lantern Entertainment alapította.
A vállalat 2017 októberében elbocsátotta a közös alapítót és vezérigazgatót, Harvey Weinsteint, miután több mint 100 nő jelentkezett, hogy szexuális zaklatással, bántalmazással vagy nemi erőszakkal vádolja őt.
2018. február 26-án a The Weinstein Company közleményben jelentette be, hogy csődöt jelent, miután a Maria Contreras-Sweet által vezetett befektetői csoporttal kötött felvásárlási megállapodás meghiúsult. 2018. március 1-jén azonban a TWC igazgatótanácsa és a befektetői csoport megerősítette, hogy sikerült megállapodniuk, és a TWC 500 millió dollárért eladja az összes eszközét. 2018. március 6-án a felvásárlási üzlet ismét összeomlott, miután a stúdió 50 millió dolláros plusz adósságot tárt fel. 2018. március 19-én a cég 11. fejezet szerinti csődeljárást jelentett be. 2018. május 1-jén a Lantern Capital került ki győztesként a stúdió csődárveréséből.

## RADiUS-TWC
A RADiUS-TWC (vagy egyszerűen Radius) a TWC multiplatformos Video on Demand és színházi produkciók forgalmazására szolgáló divíziójának nyugvó filmkiadója. 2012-ben indult, és inkább hiánypótló és független filmekre specializálódott, mint a mainstream közönségnek szánt filmekre. 2018-ig a Radius mintegy 35 filmet adott ki, köztük a következőket; Lánybúcsú, Vaj, 20 Feet from Stardom, Csak Isten bocsáthat meg, Lovelace, Majd meghalnak Mandy Lane-ért, A tai chi harcosa, Fed Up, Snowpiercer – Túlélők viadala, Citizenfour, Szarvak, Az utolsó öt év és a Valami követ.

## Weinstein könyvek
Az eredetileg Miramax Books néven Bob és Harvey Weinstein által 2001-ben indított impresszum 2009-ben született újjá Weinstein Books néven, a The Weinstein Company és a Perseus Books Group közös kiadói vállalkozásaként, amely általános érdeklődésre számot tartó szépirodalmi műveket, irodalmi és kereskedelmi műveket, valamint médiaorientált non-fiction és YA címeket jelentet meg. 
A Weinstein Books 2012 óta Georgina Levitt kiadói igazgató és Amanda Murray szerkesztőségi igazgató kreatív irányítása alatt állt. Kathleen Schmidt reklámigazgató 2013-ban csatlakozott a Weinstein Bookshoz. A Weinstein Books a Weinstein Companyval együttműködve olyan filmekhez kapcsolódó könyveket készített, mint az Egy hét Marilynnel, a Lee Hirsch és Cynthia Lee által írt Bully és a Paul Potts által írt One Chance.
2017. október 12-én a Hachette Book Group (amely 2016 áprilisában vásárolta meg a Perseus kiadói ágát) bejelentette, hogy az impresszumot azonnal bezárják, és címei és szerzői közvetlenül a Hachette Bookshoz kerülnek.